# بروکس لنون
بروکس لنون (انگلیسی: Brooks Lennon؛ زادهٔ ۲۲ سپتامبر ۱۹۹۷) بازیکن فوتبال اهل ایالات متحده آمریکا است.
از باشگاه‌هایی که در آن بازی کرده‌است می‌توان به باشگاه فوتبال لیورپول اشاره کرد.
وی همچنین در تیم‌های ملی فوتبال زیر ۱۷، ۱۸ و ۲۰ سال آمریکا بازی کرده‌است.